# Let Your Head Go
«Let Your Head Go/This Groove» es un sencillo de la cantante inglesa Victoria Beckham, cuarto de su carrera musical en solitario. El sencillo pertenece al álbum "Open Your Eyes", que nunca se ha publicado.
Fue publicado el 29 de diciembre del 2003, por la discográfica inglesa Telstar Records UK y el sencillo debutó en el n.º 3 en las Listas de los Sencillos más vendidos. Además, es la posición más alta de una Ex-Spice Girl desde que en 2001, Geri Halliwell llegara a lo más alto en el Reino Unido con su sencillo "It's Raining Men".
Let Your Head Go/This Groove vendió más de 30 000 copias en su primera semana, vendiendo en el Reino Unido un total de 65 000 copias aproximadamente,[cita requerida] siendo el nº88 de los sencillos más vendidos del 2004.
Fue el último sencillo publicado hasta la fecha por Victoria Beckham, al cancelarse la publicación del sencillo Be With You.

## Lista de canciones
- CD 1[2]

1. «Let Your Head Go» [Radio Edit] - 3:41
2. «This Groove» [Radio Edit] - 3:36
3. «Let Your Head Go» [UK Club Mix] - 8:06

- CD 2[3]

1. «Let Your Head Go» [Jakatta Remix] - 7:20
2. «This Groove» [Para Beats Remix] - 4:36
3. «Let Your Head Go» [Radio Edit] - 3:41
4. «This Groove» [Radio Edit] - 3:36

## Trayectoria en las listas
| Lista                 | Posición | Ventas                 |
| --------------------- | -------- | ---------------------- |
| UK Singles Chart      | 3        | 67 000[cita requerida] |
| Ireland Singles Chart | 17       |                        |